# Gebrüder Weiss-Oberndorfer
Gebrüder Weiss-Oberndorfer is een Oostenrijkse  continentale wielerploeg. Deze ploeg is sinds 2008 actief in het wielrennen. Ze spitst zich vooral toe op de Oostenrijkse jongeren en de wedstrijden in hun thuisland.

## Ploegen per jaar
- Ploeg 2008

## Samenstellingen

### 2014
| Naam                | Geboortedatum    | Nationaliteit | Ploeg 2013      |
| ------------------- | ---------------- | ------------- | --------------- |
| Benjamin Edmüller   | 8 augustus 1987  | Duitsland     |                 |
| Gregor Gazvoda      | 15 oktober 1981  | Slovenië      | Champion System |
| Michael Gogl        | 4 november 1993  | Oostenrijk    |                 |
| Alexander Holzinger | 1 oktober 1995   | Oostenrijk    | Neo             |
| Benedikt Kendler    | 9 oktober 1992   | Duitsland     |                 |
| Tomáš Koudela       | 1 april 1992     | Tsjechië      | Etixx-Ihned     |
| Jakub Kratochvíla   | 26 augustus 1988 | Tsjechië      |                 |
| Maximilian Kuen     | 26 mei 1992      | Oostenrijk    |                 |
| Petr Lechner        | 14 maart 1984    | Tsjechië      |                 |
| Alexander Meier     | 28 januari 1992  | Duitsland     | Neo             |
| Lukas Meiler        | 14 februari 1995 | Duitsland     | Neo             |
| Andreas Müller      | 25 november 1979 | Oostenrijk    |                 |
| Lukas Ranacher      | 25 augustus 1992 | Oostenrijk    |                 |
| Daniel Reiter       | 13 juli 1991     | Oostenrijk    |                 |

### 2013
| Naam                           | Geboortedatum     | Nationaliteit | Ploeg 2012                      |
| ------------------------------ | ----------------- | ------------- | ------------------------------- |
| Benjamin Edmüller              | 8 augustus 1987   | Duitsland     |                                 |
| Tobias Erler                   | 17 mei 1979       | Duitsland     |                                 |
| Michael Gogl                   | 4 november 1993   | Oostenrijk    |                                 |
| Thomas Hasibeder               | 25 augustus 1990  | Oostenrijk    | Geen                            |
| Adam Homolka                   | 12 februari 1979  | Tsjechië      | WSA-Viperbike                   |
| Benedikt Kendler               | 9 oktober 1992    | Duitsland     | Neo                             |
| Jakub Kratochvíla              | 26 augustus 1988  | Tsjechië      |                                 |
| Maximilian Kuen (vanaf 1 juni) | 26 mei 1992       | Oostenrijk    | Tirol Cycling Team (tot 31 mei) |
| Petr Lechner                   | 14 maart 1984     | Tsjechië      |                                 |
| Stefan Matzner                 | 24 april 1993     | Oostenrijk    | Geen                            |
| Andreas Müller                 | 25 november 1979  | Oostenrijk    | Neo                             |
| Lukas Ranacher                 | 25 augustus 1992  | Oostenrijk    |                                 |
| Daniel Reiter                  | 13 juli 1991      | Oostenrijk    |                                 |
| Alexander Schrangl             | 10 mei 1985       | Oostenrijk    |                                 |
| Lukas Zeller                   | 20 september 1994 | Oostenrijk    | Neo                             |

## Overwinningen
| Wedstrijd             | Datum              | Categorie | Winnaar        |
| --------------------- | ------------------ | --------- | -------------- |
| Zesdaagse van Berlijn | 23-28 januari 2014 | Baan      | Andreas Müller |